# Samuraia tabularasa
Samuraia tabularasa is een hydroïdpoliep uit de familie Hydrocorynidae. De poliep komt uit het geslacht Samuraia. Samuraia tabularasa werd in 1991 voor het eerst wetenschappelijk beschreven door Mangin. 